# シルクスクリーン
シルクスクリーン（Screen printing）は、孔版画の技法の一種。インクが通過する穴とインクが通過しないところを作ることで版画の版を製版し、印刷する技法である。シルクを使うかどうかにかかわらず、孔版画の技法のうちメッシュを使うものは全て、この項目で説明する。

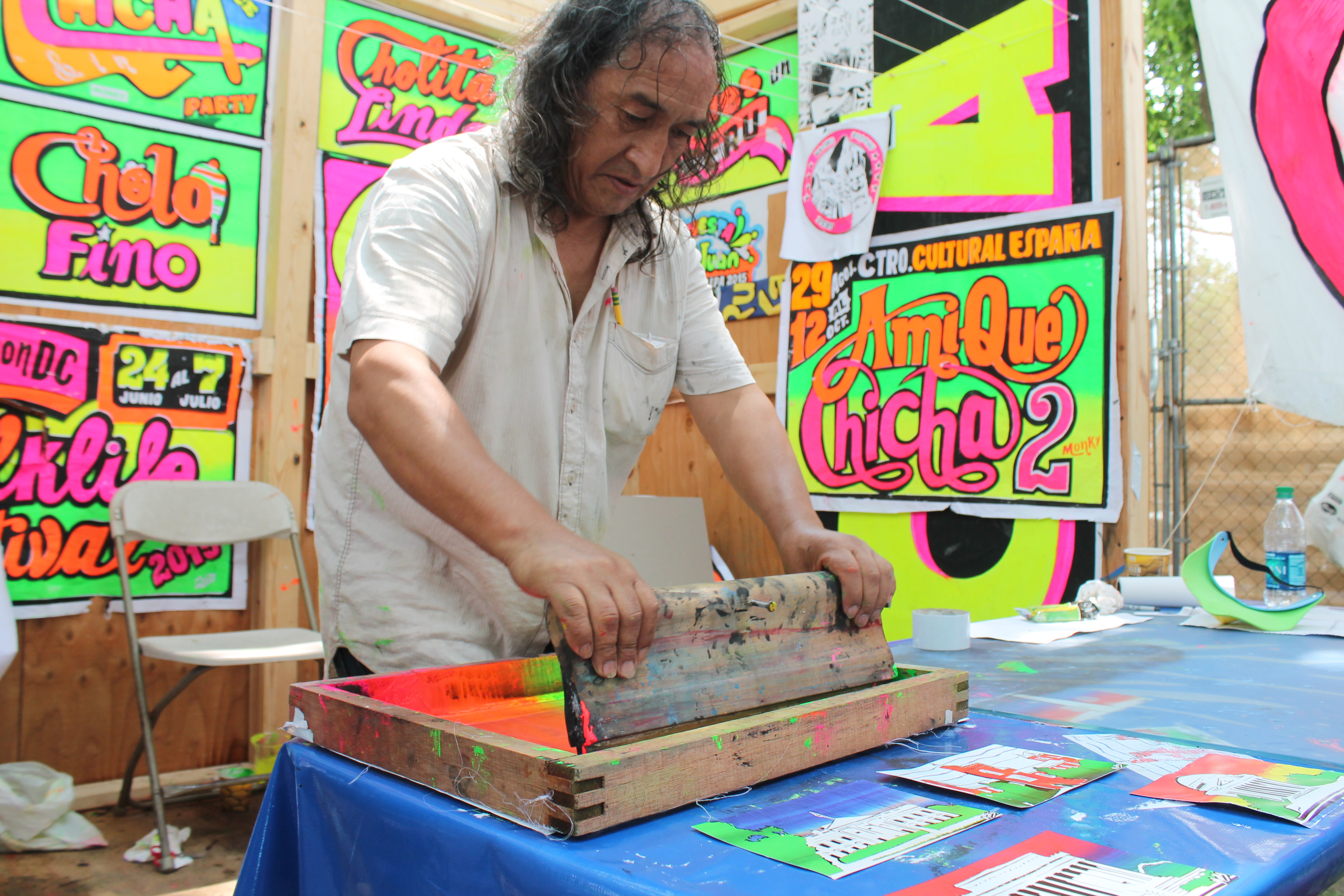
2015年のナショナルモールでの「スミソニアンフォークライフフェスティバルペルー」のパチャママプログラムのPedro“ Monky” Tolomeoによるシルクスクリーンで作成するチチャポスターのパフォーマンス

## 歴史
- 1905年 イギリスのサミュエル・シモンが初めてシルクスクリーン印刷の特許を取得。（または1907年とも）
- 1917年 万石和喜政がアメリカから日本へシルクスクリーンの技術を伝授。
- 1922年 万石和喜政がシルクスクリーンの特許を取得。
- 1960年代 シルクスクリーン版画が盛んになる。

## 概要
孔版画の「孔」とは「突き抜けた穴」の意味である。孔版画にはたくさんの種類の技法が存在するが、特に歴史が長くよく知られているものは、ステンシルと、ここで説明するシルクスクリーンである。
一般的には、透けて見えるような網目の布のことを、英語では 英: screen または 英: mesh と呼び、日本語では「紗」と呼ぶ。しかし孔版画の世界の言葉では、英語でも日本語でも、版に使う網目の布のことをメッシュ（mesh）と呼ぶことのほうがスクリーン（screen）と呼ぶことよりも多い。昔は絹の布が孔版画のメッシュの材料として使われたが、現在ではさまざまな材質のメッシュが使われる。絹は耐久性に欠けるため、合成繊維が実用化された後は、ポリエステルやナイロンなどの合成繊維の布が孔版画のメッシュの材料として使われるようになった。ちなみにテトロンは商品名（商標名）であり、ポリエステルである。金属製のメッシュを孔版画のスクリーンとして使用することもある。
糸と糸の間の隙間がある絹の布は英語で silk screen （シルクスクリーン）または silkscreen （シルクスクリーン）だが、silk screen を使った孔版画の技法は英語で silk screen printing （シルク・スクリーン・プリンティング）またはsilkscreen printing （シルクスクリーン・プリンティング）と言う。しかし、現代は絹は孔版画に使われないので、スクリーンを使う孔版画の技法は、英語で screen printing （スクリーン・プリンティング）または serigraphy （セリグラフィ）と言う。screen print または serigraph とは、 screen printing または serigraphy と呼ばれる版画の技法を使って作られた版画作品を呼ぶ言葉である。日本の印刷業界でも、「シルク」という言葉を取り除いて、スクリーン印刷と呼ぶ機会が増えている。もともとは、スクリーンの意味もメッシュの意味も網であるが、版画の世界では、メッシュを張った枠の全体をスクリーンと呼ぶことがある。

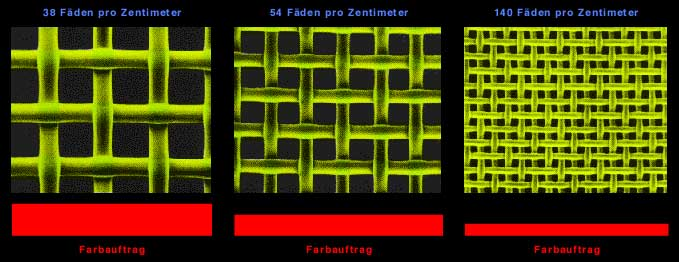
スクリーン印刷メッシュとペイントアプリケーション

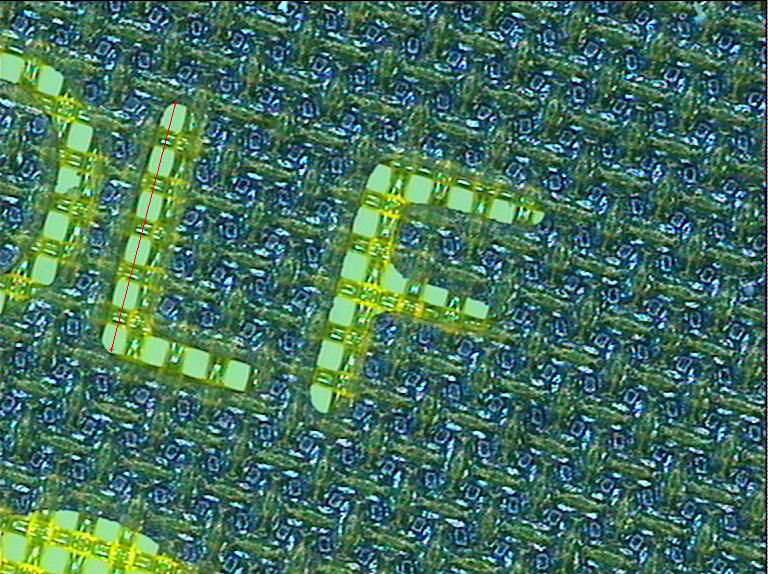
印刷文字部分

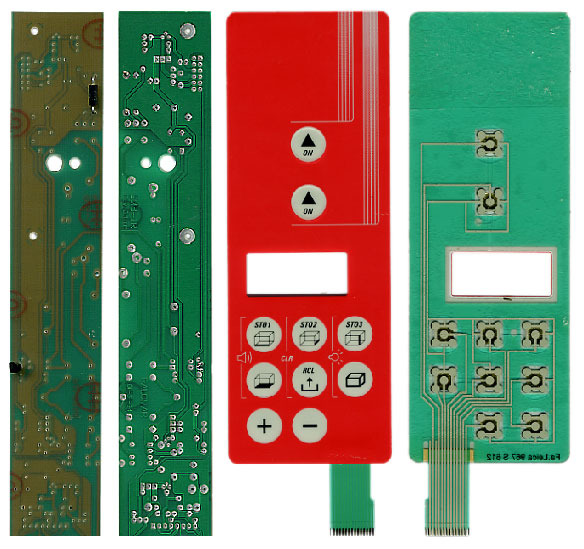
回路基板、キーボードフォイルに使われたシルク印刷

1930年代に、National Serigraphic Society という芸術家の団体が Serigraphy という新しい言葉を作った。その造語の目的は、当時スクリーン印刷という技術が商業的・工業的な産業として扱われていて、スクリーン印刷は芸術作品を作る手段としては全く認知されていなかったため、芸術の表現としてのスクリーン印刷を Serigraphy と呼ぶためだった。Serigraphy の Seri はラテン語で絹を意味する言葉である。
メッシュにインクが染みださない領域を作ることを、「目止めをする」と言う。

A:インク　B:スクイージー　C:イメージ　D:版　E:スクリーン　F:印刷イメージ

典型的な印刷方法は、製版された版のメッシュと紙を密着させ、製版された版のメッシュの上にインクを置き、スクイージー（英: squeegee、日本ではスキージーと呼ばれることも多い）をメッシュの上に強く押し当てて、メッシュの全ての面に渡って、一定方向に動かすことで、インクがメッシュの穴を通して紙へ押し出される。枠に張ったメッシュの、印刷の対象物（紙や布など）と接する側の面を、英語で substrate side と呼び、日本語ではさまざまに呼ばれるようである。substrate には、「下層」、つまり下にある平らな物という意味がある。また、それとは反対側の、インクを置いたりスクイージーが接する面をスキージ面と呼ぶ。印刷の対象物を動かせる場合の、印刷時の物の配置は、紙や布などの印刷の対象物の上にメッシュがあり、その上をスクイージーが動く。これは、このように配置したほうが、手で力を入れやすいからである。
メッシュの製品の説明でよく目にする、メッシュの数字は、メッシュの網目の細かさを表した数字であり、メッシュ数と呼ばれることがある。メッシュ数とは、メッシュが、縦糸と横糸がどちらも等間隔で配置されている平織りで織られていると仮定して、1インチ（約25.4mm）あたりの縦糸または横糸の本数である。

## メッシュを使う目的
インクが通過しない部分が動かないように保持することが、メッシュを使う本来の目的である。もしメッシュがなかったら、インクが通過する穴の中にインクが通過しない部分を作り、その位置を保持することができない。例えば、数字の0の字を印刷するための、ステンシルの版を作る場合を考えると、本来はインクが通るべきなのは二つの大小の楕円で囲まれた領域である。しかし、中にできる一つの「島」の位置を保持するために、他の部分と結合する「橋」と呼ばれる部分が版に必要である。ステンシルのこの橋の部分は、インクをつけたローラーで印刷したり、またはスプレーで印刷すると、橋の部分が印刷の対象物に現れる。橋の部分が印刷の対象物に現れないようにするために、メッシュがそのような橋の役割を担うのが、スクリーン印刷である。

## 製版の技法の種類とその原理
下記のいずれの技法においても、まず原画（下絵とも呼ばれる）を制作してから製版を行うのが普通であるが、そうでない場合もある。例えば、謄写版またはガリ版では、原画を用意せずに謄写版の原紙に直接鉄筆で文章や図版を手書きすることがよく行われた。

### 写真製版法
光が当たると固まる性質を持つ特殊な化学物質である感光剤と乳剤を使って製版する。販売されている乳剤に、あらかじめ感光剤が混ぜられている場合もあれば、使用者が感光剤と乳剤を混ぜる場合もある。
20世紀初頭に、光が当たると固まる性質を持つ化学物質があることが分かっていたので、そのことを版画に初めて応用したものである。一応成功を収めたが、使う化学物質が毒性の強いものだったため、後に毒性の低い化学物質でもできるように改良が加えられていった。
写真製版法を行う手順の概略は次の通りである。
1. 透明なフィルムやトレーシングペーパーなどの光を透過する支持体に、光を通さないインクを、デザインに従って描画したり、またはプリンターやコピー機で印刷したりする。このようにして作成した版下のシートを「ポジ」と呼ぶ。多色刷りの場合は色の数だけポジを作り、普通は1色1版で製版する。中間トーンを表現するため、グラフィックソフトウェアやリスフィルムの使用により網点処理を施すことがある。
2. アルミ製、木製などの枠に張ったメッシュにバケットで感光乳剤を薄く塗布し、暗所で乾燥させる。感光乳剤は主にジアゾ系のものが使用される。
3. メッシュにポジを重ね、ケミカルランプを使用した感光機や日光などで一定時間紫外線に当てることで、露光させる。
4. 乳剤面に水をかけると感光が止まる（現像）。露光させたときに光が当たった部分は感光し、硬化した乳剤がメッシュに固着してインクを透過しない膜状となる。感光していない部分の乳剤は、洗うとメッシュから落ちて、インクを透過する部分になる。これで刷ることができる状態の版ができあがる。
5. 印刷後は、メッシュを別の製版に再利用するために、感光乳剤専用の再生液で硬化した乳剤を溶かし、洗い落とすことで「落版」する。

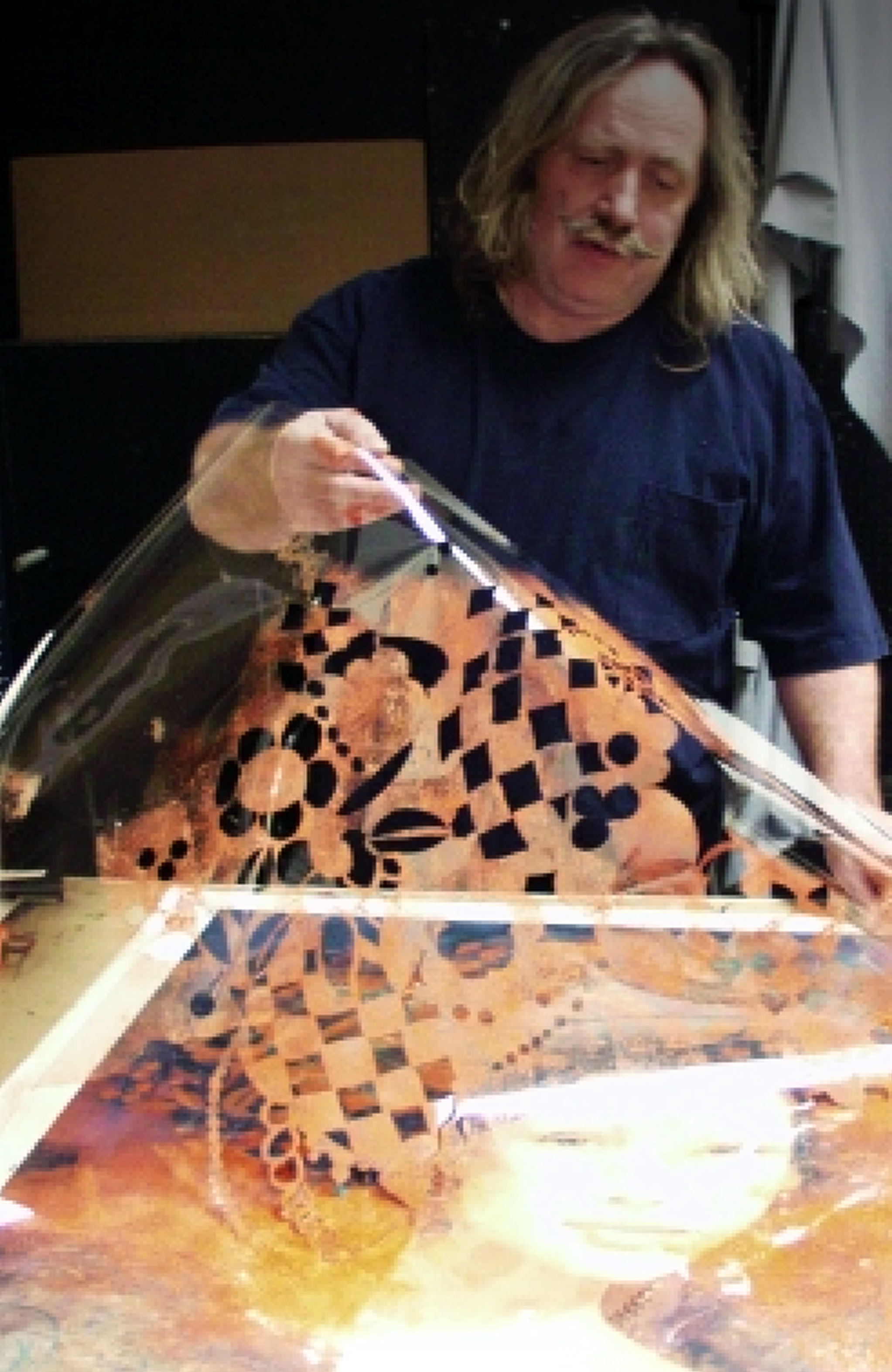
チャバ　マーカスが手描き作品へ印刷する「ポジ」をセリグラフプリンターで「透明オーバーレイ」へ色分解する作業

### 謄写版
謄写版はスクリーン印刷より古く1880年にトーマス・エジソンが考案し特許を取得し、同特許に適した原紙を開発した米国のA・B・ディック社が1887年に資器材の販売を開始した印刷技術である。版となる原紙と、版を保持する謄写器（印刷器）側のスクリーンに機能が分離している点が後年のスクリーン印刷との違いである。

### コロジオン版画
コロジオン版画は、毛筆謄写版とも呼ばれる。原理としては、ゼラチンなどを塗布したメッシュ（メッシュの材料に和紙が使われることがある）に、希硫酸の一種の液を筆につけて書くことにより、液のついた部分のゼラチンがなくなり、メッシュだけが残るというものである。

### 直接法
直接法では、透明なフィルムにインクを通したい部分だけ光が通らないように図柄を描いたものを原画とする。光が当たると固まる性質のある乳剤、または光が当たると乳剤を固まらせる感光剤が混ぜられている乳剤を、メッシュ上に薄く塗る。原画をメッシュに密着させて露光すると、光が当たった部分の乳剤は硬化し、光が当たらなかった部分は硬化しない。メッシュを洗うと、硬化しなかった部分の乳剤だけが除去されて、直接法による製版が完了する。
乳剤の輪郭部分を理想的な形状に仕上げるのが難しい欠点があると言われる。乳剤の輪郭部分が理想的な形状から乖離すると、印刷の対象物にインクの輪郭のにじみのようなものが見えることがある。

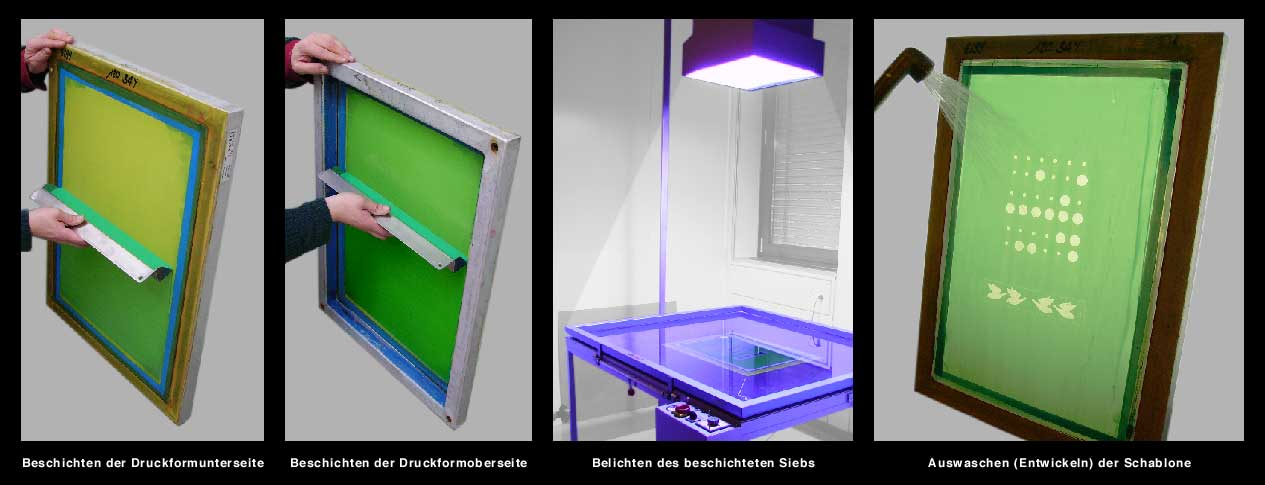
液体層を備えた直接ステンシルの製造

### 間接法
間接法では、光が当たると固まってメッシュに定着する性質をもつ感光材を塗った感光性フィルムを用いる。枠に張ったメッシュを使わずに、感光性フィルムにポジを合わせて露光させ、光が当たらなかった部分だけを除去し、感光剤を感光性フィルム上からメッシュに移す。
直接法と比較すると、乳剤の輪郭部分を理想的な形状に仕上げることが実現しやすい。印刷の対象物にインクの輪郭のにじみのようなものが見えることは、直接法よりは少ない。

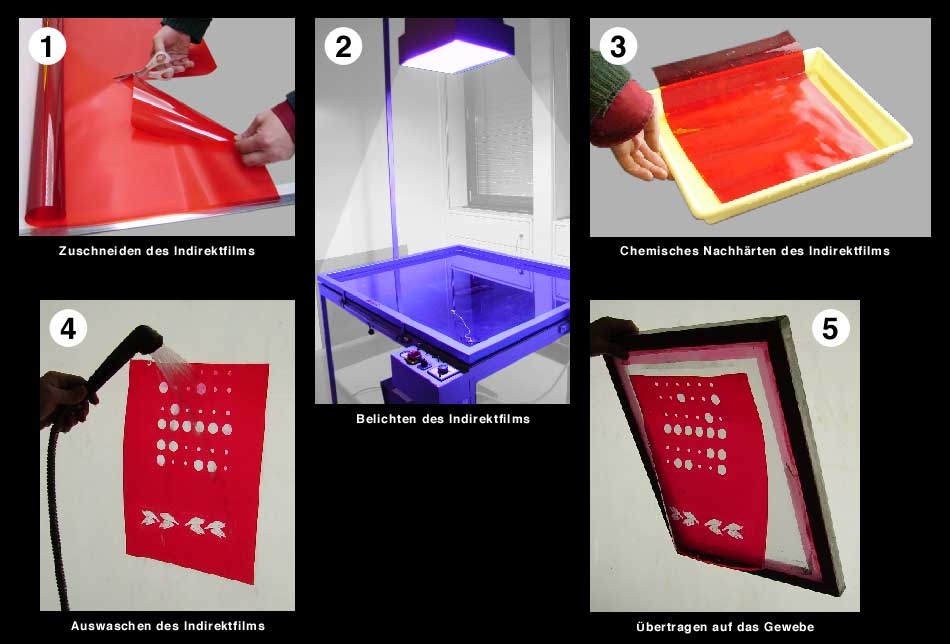
間接ステンシルの製造

### 直間法
直間法は、直接法と間接法の良い点を取り入れた方法である。薄い樹脂のフィルムに感光材を一定の厚さで塗った直間法フィルムを、枠に張ったメッシュに合わせて露光させる。すると、光が当たった部分は硬化し、メッシュに付着する。

### ブロッキング法
ブロッキング法は、水と油が混ざらない性質を利用した技法である。油性の特殊な描画剤（ツーシェ）を、インクを通したいメッシュの部分に、筆で塗ったり特殊なマーカーで描いたりした後、描画剤を乾燥させる。乾燥が終わったら、目止めをするために、ヒラーと呼ばれる水性の乳剤をメッシュ全体に塗布する。すると、水性の乳剤は油性の描画剤が塗られた部分を避けるようにして、メッシュの上で固まって定着する。乳剤が固まった後、メッシュに付いている描画剤の部分に、油性の「洗い油」と呼ばれる液体を塗ると、描画剤が溶けて除去される。描画剤が除去された部分にはメッシュのみが残り、描画剤を塗らなかった部分にだけ乳剤が残り、製版が完了する。
なお、この版画の技法を日本ではブロッキング法と呼ぶが、英語においてスクリーン印刷の用語としての「ブロッキング」は、単にメッシュにインクが通らない部分を作る、つまりインクをブロックすることを意味し、技法の名前としては用いられない。
新日本造形株式会社のサン描画スクリーン技法は、この技法である。

### カッティング法
カッティング法では、インクを通さないシートを図柄の形に切り抜き、メッシュに接着剤で貼ることにより製版する。乳剤は使わない。カッティング法におけるシートとして、油性の原紙や、水性のフィルムなどが使われる。

### プリントゴッコおよびリソグラフ
理想科学工業の事務用デジタル孔版印刷機「リソグラフ」（1980年発売開始）および家庭用孔版印刷機「プリントゴッコ」（1977年-2008年発売）を使用したスクリーン印刷である。マスターと呼ばれる専用のメッシュを使用し、プリントゴッコではフラッシュバルブを、リソグラフでは内部のサーマルヘッドによって製版する。プリントゴッコを使用して版画表現を行った作品は「新孔版画」と呼ばれた。

## 刷り
完成した版を使って刷る作業は、プリントゴッコを除き、どの製版の技法を使っても、ほとんど同じである。スクイージー（英: squeegee）は、ゴムまたはウレタン製の箆（へら）であり、スクリーン印刷専用の物が売られている。プリントゴッコを使った印刷では、スクイージーやローラーは不要である。ステンシルでは、スプレーを使って刷ることもできるが、スクリーン印刷ではスプレーをメッシュにかけてもインクがメッシュを通過しないので、使えない。

### インクの種類
揮発性の有機溶剤を用いる油性インク、水を溶剤とする水性インクがあり、水性インクは乾燥後耐水性となる。紙の他に布、金属、樹脂など様々な素材に対応したインクがあり、熱を加えることで発泡するインクなど、特殊印刷向けのものもある。また、プラスチゾルインクというある一定の熱（摂氏130℃ - 160℃程度）を加えないと半永久的に硬化しないインクがある。これは一般的にアメリカンラバーといわれる。

### グラデーション
プリントゴッコ以外の孔版画は、基本的には1版につき1色のインクを使う。しかし特殊な方法では、版の上で異なる色のインクを混ぜ合わせてスクイージーを動かすことにより、グラデーションの効果を出した作品を作ることができる。しかし、スクイージーによってインクが攪拌されるので、複数の回数の刷る作業で、同じ結果にならない欠点がある。プリントゴッコではスクイージーを使わないので、グラデーションの表現を使う場合の、複数の回数の刷る作業で出る結果の違いの度合いが、スクイージーを使う方法で出る違いよりも小さい。商業印刷ではなく芸術作品としての版画作品の中で、グラデーションを効果的に使用した作品の例が多数ある。

### 刷る手順
1. 蝶番、クランプなどでスクリーン枠の一辺を刷り台に固定し、紙の位置合わせを行って刷り台に見当と呼ばれる目印を付ける。
2. インクを調色して適切な硬さになるよう溶剤で調整する。
3. スクリーン枠を浮かせたまま、メッシュの手前の孔の空いていない部分にインクを乗せる。
4. スクイージーでメッシュ上にインクを手前から奥へ伸ばして、メッシュをインクで濡らすようにする。
5. 印刷の対象物が置いてあるところへ版を下ろす。
6. スクイージーをメッシュに強く押し当てながら、メッシュ上で手前に一直線に動かす。すると、インクがメッシュを通って印刷の対象物の上にインクが乗る。
7. 乾燥による目詰まりを防止する（返し刷り）ために、スクイージーをメッシュの奥へ動かしてメッシュをインクで濡らすことを、適宜行なう。
8. 印刷の対象物の数だけ、作業を繰り返す。
9. 刷る作業が終了したら、インクの種類に合った溶剤で版を洗浄する。
10. 多色刷りの場合は版を交換して同じ手順を繰り返す。

### サイン
版画作品の場合は、作品の下部に鉛筆でエディションナンバー（限定番号）、作家サインなどを記入することが通例となっている。

## 利点
設備がオフセット印刷よりも小規模
製版、印刷に必要な機械・設備が、オフセット印刷よりも小規模で安価である。これがスクリーン印刷が普及したもっとも大きな理由である。ただし、版の耐久性はオフセット印刷には劣るので、大量印刷には向かない。商業向けのスクリーン印刷用の設備は、使わないときにコンパクトにして保管することができず、一般家庭に置くには大きすぎる。日本の一般家庭に普及したプリントゴッコは、日本の狭い住居に置くにも困らないほどの、コンパクトな大きさだった。
オフセット印刷ではやりにくい対象物への印刷が可能
印刷の対象については、紙や布、その他さまざまな素材への印刷が、適切なインクを選択することにより、可能である。布に対する印刷は、プリント布地やプリントTシャツの作成など、テキスタイルの分野で広く活用されている。
曲面印刷が可能
木版や銅版と異なり、版自体に柔軟性があるので、少々の曲面であればそのまま印刷出来る。最近は陶磁器や衣類に精緻なカラー印刷が安価でできるようになっているが、この場合いったん柔軟性のある紙やフィルムに製版され、それが対象に焼きつけられている。
たくさんの版を用意すれば、多色印刷が可能
原稿が、カラー写真のようなものであっても、元の色をCMYK（シアン、マゼンタ、イエロー、ブラックの4色）に一定の方法で分解すれば、4つの版で元の色を再現した印刷が可能である。いかなる色でもCMYKに分解する場合の方法は、あらゆる原稿に対して、常に一定の方法で行なってもかまわないし、原稿によって変える場合でも、ほとんどの場合、微調整の範囲内である。ある一つの原稿が単純な配色の図柄である場合は、色が同じ領域だけを取り出して、それぞれの色の版を作れば、多色刷りの印刷が可能である。多色印刷を行なう場合は、複数の版の位置を正確に合わせて刷らなければならないので、位置を合わせるための何らかの配慮や工夫が必要である。写真のネガを元に製版することも可能である。アンディー・ウォーホルが、写真を原稿にしてスクリーン印刷で製版する手法を芸術作品の作成に使った。
図像が反転しない
版のメッシュを通過して紙にインクが達するため、凸版、凹版、平版といった他の版画技法と異なり、版が鏡像にならない、つまり版の左右が反転しない。凸版、凹版、平版では、原画を鏡像にしてから、版を制作しなくてはならず、鏡像の版の間違いに気づかないまま刷るといった失敗の原因になりやすい。

## シルクスクリーンを活用した芸術家
シルクスクリーンは、20世紀初頭に芸術の表現方法としての可能性をさぐるように実験的に芸術作品として使われ始めるより以前は、主に商業印刷の目的で広く利用されていた。1950年代後半以降、シルクスクリーンを使った作品を発表した作家の先駆者として特に有名な作家として、アメリカのロバート・ラウシェンバーグとアンディ・ウォーホルがあげられる。この2人は、ともにアメリカのポップアートの作家でもある。ロバート・ラウシェンバーグはキャンバスにシルクスクリーンの技法で写真を転写した。アンディー・ウォーホルは1960年代に、ポップアートのシルクスクリーン版画作品を積極的に発表した。そのような先駆者の作品の影響で、シルクスクリーンによる表現方法が、芸術の表現方法の一つとして確立し根を下ろしたと世間に認知されるようになった。
日本人作家では、木村光佑が1970年代以降、国際的な版画のコンクールや展覧会などで版画を取り入れた作品を発表し、受賞するなどして注目を集めた。木村秀樹は1974年に開催された第9回東京国際版画ビエンナーレで京都国立近代美術館賞を受賞し、注目を集めた。横尾忠則は、シルクスクリーンやリトグラフなどの版画作品を発表した。

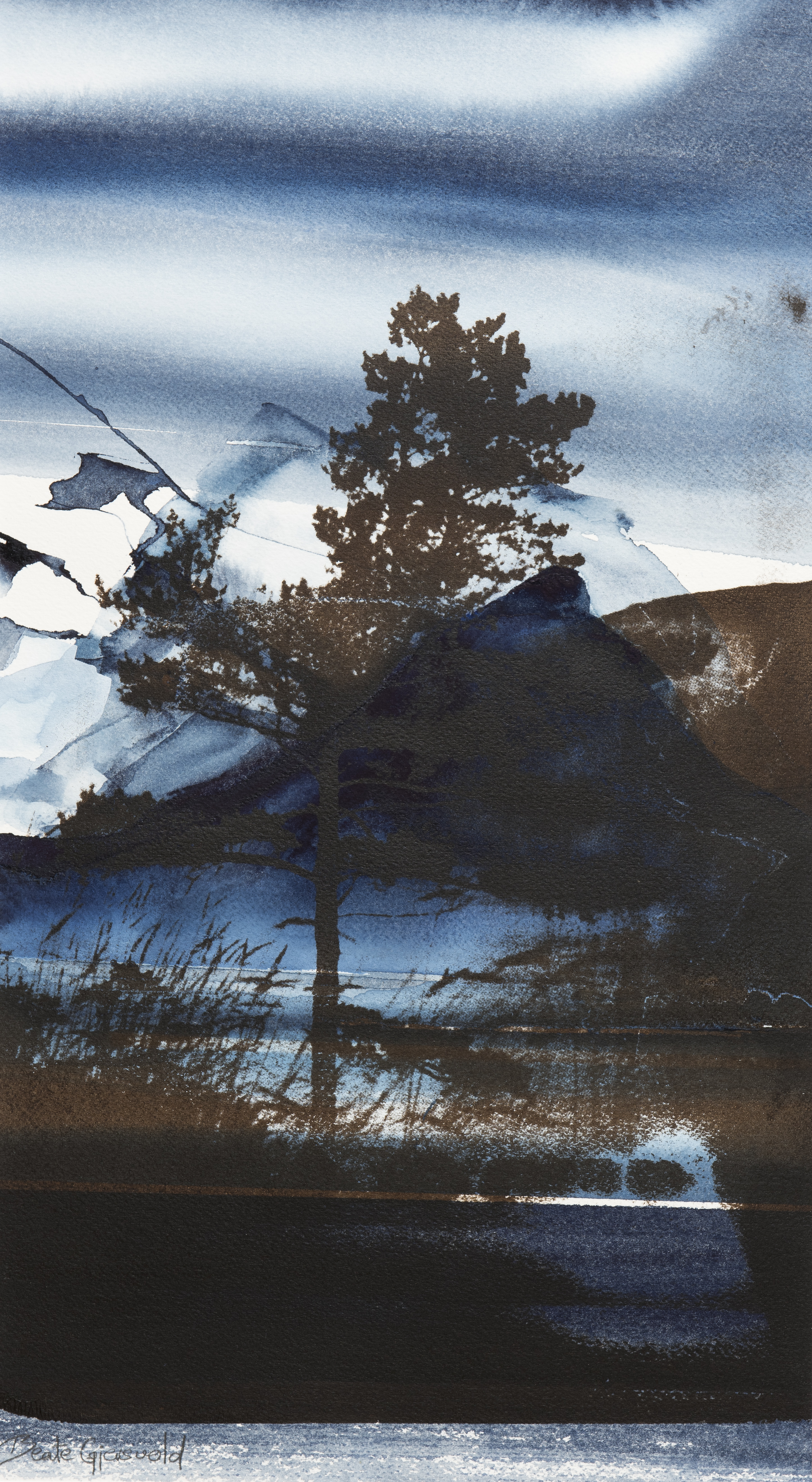
Beate Gjersvoldの「山の陰で」水彩画へのシルクスクリーン印刷（2017）

- コンラッド・リーチ
- ロイ・リキテンスタイン
- ロバート・ラウシェンバーグ
- アンディー・ウォーホル
- 小暮真望
- 木村光佑
- 木村秀樹
- カズモトトモミ
- 靉嘔
- 元永定正
- 横尾忠則
- ヒロ・ヤマガタ
- 国武久巳
- ビル・リード
- 上矢津
- トーマス・マックナイト

## 美術品として売買の問題点
美術商の視点からは、複製可能なシルクスクリーン版画は油絵や水彩画などの一点物の絵画よりも希少価値が低いため、比較的安価で売買されることが多い。
ポストカード等で誘引されたギャラリーや展示会の会場などにおいて、美術品の相場価格を知らない人に対して絵画を市場価格と比べて高額な値段で販売しようとする、いわゆる絵画商法が悪徳商法の一つと言われている。若者に被害が集中し主に駅前（繁華街）の路上で通行人に「絵の展示会やってます」等と声をかけ店舗に誘い出し高額な絵を強引に購入させるもので2011年には「若者に高額な絵を強引に買わせた」として秋葉原駅前や銀座に店舗を構える企業と卸売り業者4社が東京都に行政処分された。そもそも優良な美術館や画廊の従業員が路上で客引きするのはあり得ないことなのでそういう者を見掛けたら「悪質な企業」と判断し相手にしないのが一番。もし被害に遭っても「3000円以上の品物」など一定条件を満たせばクーリング・オフ制度が利用出来るので直ちに消費生活センターに相談して指示に従うこと。